# Suctoria
A Suctoria a csillósok (Ciliophora) Phyllopharyngea csoportjának kifejlett állapotban szesszilis és fölös csillóit elvesztő kládja. Sejten kívüli emésztés révén táplálkozik. Eredetileg szívással táplálkozónak tűnt, innen a neve. Zsákmánya megszerzéséhez és megváltoztatásához specializált mikrotubulusokat használ. Édesvízben és tengerben egyaránt megtalálható, egyes fajai vízi állatok felszínén élnek, és általában más csillósokat esznek. Egy sejtszáj helyett számos specializált kart használ, melyeket mikrotubulusok és levelek támasztanak, és végükön mérgező extruszóma, haptociszta található, melyet a zsákmányhoz tesznek. Ezután a zsákmány sejtplazmáját közvetlenül az emésztő űröcske felé szívja, ahol megemészti és elnyeli tartalmát. Legtöbb faja 15–30 μm-es, tönkje nem kontraktilis, és gyakran van héja.

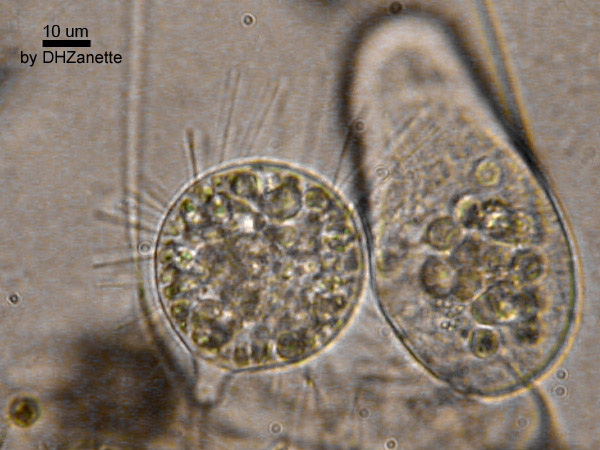
Colpidium sp.-t felszívó Suctoria-faj

Elsősorban csírázással szaporodik, tönk és nyúlvány nélküli csillós rajzósejteket létrehozva. Szaporodhat továbbá konjugáció útján, melyben különböző méretű sejtek vesznek részt, alkalmanként teljes egyesüléssel. A csírázás módja különbözteti meg főképp a Suctoria csoportjait: az Exogenida esetén, melynek gyakori nemzetségei például a Podophrya és a Sphaerophrya, ezek közvetlenül a sejtfelszínen vannak. Az Endogenida kládban, például a Tokophrya és Acineta nemzetségben, belső zsebet alkotnak, majd nyíláson távoznak, az Evaginogenida kládban kiszabadulásuk előtt kiforduló zsebben vannak.
A rajzósejtek rögzülési helyet találva hamar tönköt és nyúlványokat növesztenek. Csillóik megszűnnek, de az alattuk lévő szerkezetek az egész életciklus során fennmaradnak. E szerkezet alapján – más ultraszerkezeti hasonlóságokhoz hasonlóan – a Suctoria a Phyllopharyngea tagja.

## Morfológia
15–30 μm hosszú. A tönk, mellyel a szubsztráthoz rögzül, a Vorticella nemzetségével szemben nem kontraktilis. Egyes fajok merev héjjal rendelkeznek egy nyílással a nyúlványokhoz és alkalmanként egy másikkal, ahol a tönk indul ki. Ezek a loricák.
Mikrotubulusokból álló szalagja van.
A legtöbb csillóssal szemben nincs sejtszája. Ehelyett nyúlványait használja táplálékfelvételre, melyeket külső mikrotubulusokból álló gyűrű és belső mikrotubulussávokból álló csoport támasztanak. A befogott egysejtűek sejtplazmáját közvetlenül a belső emésztő űröcske felé szállítja, ahol azt megemészti. Csak a pellikula marad fenn.
A nyúlványok csúcsán található az extruszóma, a haptociszta. Ennek segítségével rögzíti és elöli a zsákmányt. Ehhez mérgező anyagokat is kibocsát.

## Előfordulás
Édes- és tengervízben egyaránt megtalálható. Gyakran szesszilis élőlények, például mohaállatok vagy algák epibiontái, de megtalálhatók kis rákokon, például felemáslábú vagy parazita evezőlábú rákokon. ahol állatonként akár több ezer példány is előfordulhat.

## Életmód
Epibionta fajai lehetnek szimbionták vagy kommenzalisták. A korallokat segítheti hasznos tápanyagok szerzésében, vagy táplálékforrások lehetnek szövetvesztés vagy korallfehéredés során. Antibiotikumokkal megelőzheti a korallpatogének terjedését, ezenkívül mikosproinnal és hasonló aminosavakkal védheti a korallt.

## Szaporodás

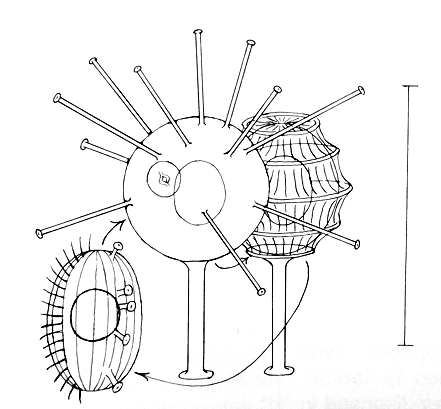
Podophrya fixa, rajzósejt, trofonta és ciszta.

A többi csillóshoz hasonlóan alkalmanként konjugáción megy át, melyben két példány egyesül örökítőanyag cseréjéhez. Ivartalanul csírázással szaporodik, melynek során egy felnőtt példány több, tönk és nyúlvány nélküli csillós „lárvát” bocsát ki, melyek hamar egy meghatározott szubsztrátra kerülnek. Ezután elvesztik csillóikat, és tönköt és nyúlványokat építenek ki.
A csírázás módja alapján 3 csoportja különböztethető meg: az Exogenida (például (Podophrya, Sphaerophrya) csírái a sejtfelszínen jelennek meg, az Endogenida (Tokophrya, Acineta) esetén a sejten belül egy kis zsebben, amelyet egy nyíláson keresztül hagynak el. Az Evaginogenida esetén a csírák szintén a sejten belül jelennek meg, ezután a zseb kinyílik, és kibocsátja a fiatal utódokat.
Az Exogenida gyakran monogemmás, de egyes fajai poligemmásak, az Endogenida 

## Rendszertan

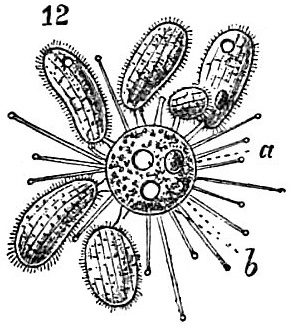
A Sphaerophrya magna Maupas nyúlványaival 6 Colpoda parvifronst fogott be, tartalmukat kiszívja.

Bár a felnőtt Suctoria-fajok nem rendelkeznek csillókkal, az azok alatti szerkezet fennmarad. Szerkezetük és egyéb jellemzőik, melyeket ultraszerkezeti kutatással fedeztek fel, hasonlítanak a Phyllopharyngea kládra, melyhez ezért sorolják. A rendszertan alapja Denis H. Lynn The Ciliated Protozoa: Characterization, Classification, and Guide to the Literature című könyve, Adl  et al. 2019-es rendszertana és Ma  et al. 2021-es 18S rDNS-alapú rendszertana.
- Suctoria
  - Exogenida
    - Allantosoma
    - Dentacineta
    - Dendrosomides
    - Ephelota
    - Lecanophrya
    - Manuelophrya
    - Metacineta
    - Ophryodendron
    - Paracineta
    - Phalacrocleptes
    - Podophrya
    - Praethecacineta
    - Rhabdophrya
    - Severonis
    - Spelaeophrya
    - Tachyblaston
    - Thecacineta

  - Endogenida
    - Acineta
    - Acinetopsis
    - Choanophrya
    - Corynophrya
    - Dactylostoma
    - Dendrosoma
    - Endosphaera
    - Erastophrya
    - Heliophrya
    - Pseudogemma
    - Rhyncheta
    - Solenophrya
    - Tokophrya
    - Heliophrya
    - Trichophrya

  - Evaginogenida
    - Cometodendron
    - Cyathodinium
    - Cyclophrya
    - Dendrocometes
    - Discophrya
    - Enchelyomorpha
    - Periacineta
    - Prodiscophrya
    - Rhynchophrya
    - Stylocometes
    - Trypanococcus

## Fordítás
Ez a szócikk részben vagy egészben  a   Sauginfusorien című német Wikipédia-szócikk ezen változatának fordításán alapul.  Az eredeti cikk szerkesztőit annak laptörténete sorolja fel. Ez a jelzés csupán a megfogalmazás eredetét és a szerzői jogokat jelzi, nem szolgál a cikkben szereplő információk forrásmegjelöléseként.